# Fugger
Fugger eller Fuggerne er en schwabisk (tysk) slægt som fra 1367 virkede i Augsburg. Slægtsgrenen Fugger vom Reh uddøde 1494, mens Fugger von der Lilie blomstrer. Den har ved sit handelsselskab gjort navnet Fugger kendt over hele verden. Handelsselskabet blev grundlagt af Jakob den ældre. Sammen med Welserfamilien kontrollerede fuggerne store dele af europæisk økonomi.

## Vigtige familiemedlemmer
- Hans Fugger (i Augsburg 1367-1408)

- Andreas Fugger (1406–1457); stamfader til "Fugger vom Reh"
- Jakob Fugger den ældre (1398–1469); stamfader til "Fugger von der Lilie"

- Jakob Fugger (1459–1525)
- Ulrich Fugger (1441–1510)

- Ulrich Fugger den yngre (1490–1525)

- Georg Fugger (1453–1506)

- Raymund Fugger (1489–1535)
- Anton Fugger (1493–1560)

- Hans Fugger (1531–1598) 

Note
1. ↑  Kilde til oversigt : Fugger, den tyske Wiki-side